# Eduardo Sartelli
Eduardo Sartelli (Perito Moreno, Santa Cruz; 5 de abril de 1963) es un profesor y político argentino. Posee un doctorado en Historia por la Universidad de Buenos Aires, donde enseña sobre historia argentina contemporánea y economía marxista, siendo además docente e investigador en la Universidad de La Plata.
Sartelli fue un miembro del Partido Obrero, partido de orientación trotskista de la Argentina; se identifica como un socialista revolucionario. Ha publicado numerosos artículos en revistas de investigación y divulgación sobre ciencias sociales. Es autor de diversos libros como: La cajita Infeliz, La plaza es nuestra, Patrones en la ruta y  La sal de la tierra: clase obrera y lucha de clases en el agro pampeano (1870-1950). Además, es director del Centro de Estudios e Investigaciones en Ciencias Sociales (CEICS), fundador del grupo de investigación «Razón y Revolución», y miembro fundador del partido político «Vía Socialista».

## Publicaciones
- Contra la cultura del trabajo. Una crítica marxista del sentido de la vida en la sociedad capitalista (Compilador) (Ediciones RyR, 2007)
- La plaza es nuestra: El Argentinazo a la luz de la lucha de la clase obrera en la Argentina del siglo XX (Ediciones RyR, 2007)
- Patrones en la ruta. El conflicto agrario y los enfrentamientos en el seno de la burguesía (marzo-junio de 2008) (Como director) (Ediciones RyR, 2008)
- La cajita infeliz : un viaje marxista a través del capitalismo (Akal, 2014)